# تیخلوویتسه (ناحیه هرادتس کرالووه)
تیخلوویتسه (به چکی: Těchlovice) یک منطقهٔ مسکونی در جمهوری چک است که در ناحیه هرادتس کرالووه واقع شده‌است. تیخلوویتسه ۳۶۲ نفر جمعیت دارد.